# Francisco de Avendaño y Valdivia
Francisco de Avendaño y Valdivia (Concepción, Capitanía General de Chile, 1592-Córdoba, Gobernación del Tucumán, 1641) fue un militar del siglo XVII, gobernador del Tucumán entre 1638 y 1640.

## Biografía
Francisco de Avendaño y Valdivia nació en 1592, en Concepción de Chile. Descendía de una ilustre familia de Salamanca. Fueron sus padres el capitán Antonio de Avendaño, nacido en Salvatierra de Tormes, que ocupó sucesivamente los Corregimientos de Santiago de Chile y Concepción; y doña Beatriz de Valdivia, nacida en Concepción.
Durante su niñez, pasó a educarse en Santiago de Chile, donde fue sucesivamente Alguacil Mayor de la Inquisición, Cabo y Gobernador de Chiloé, Corregidor de Concepción y Tesorero Juez Oficial de la Real Hacienda en ella, habiendo alcanzado el grado de maestre de campo.
Después de haber luchado contra los araucanos por casi treinta años, llegó a general y fue enviado a España en misión oficial con poderes otorgados por el Cabildo de Santiago de Chile.
Regresó de Madrid con el título de caballero de la Orden de Santiago y la designación por parte del rey Felipe IV como gobernador del Tucumán, todo en reconocimiento a sus grandes servicios y los de sus antepasados. Por el poco tiempo que le cupo actuar, no quedaron casi memorias de su gobierno.
En 1639 el virrey del Perú, Pedro Álvarez de Toledo y Leiva, lo trasladó como gobernador del Río de la Plata.
Falleció en la localidad de San Carlos, actual provincia de Salta, en 1641.

## Gobierno del Tucumán (1638-1640)
Asumió el cargo en junio de 1638. En carta al rey de ese año, daba cuenta de la conclusión de la guerra calchaquí. También informó acerca de las personas que habían ocasionado gastos de la Real Hacienda en esa guerra.
En 1640 se trasladó a Buenos Aires para asumir allí esa gobernación, dejando el mando a quien era su teniente de gobernador, el capitán Gil de Oscáriz Beaumont y Navarra.